# Eucriotettix nigripennis
Eucriotettix nigripennis is een rechtvleugelig insect uit de familie doornsprinkhanen (Tetrigidae). De wetenschappelijke naam van deze soort is voor het eerst geldig gepubliceerd in 2012 door Deng & Zheng.